# Gafleispitz
Gafleispitz är en bergstopp i Liechtenstein. Den ligger i den centrala delen av landet, 3 km nordost om huvudstaden Vaduz. Toppen på Gafleispitz är 2 000 meter över havet.